# ContraPoder
ContraPoder foi uma série de marionetas transmitida pela SIC Notícias, SIC Radical e SIC Internacional e produzida pela Mandala, sendo uma sequela ao Contra Informação, cancelada pela RTP1 em 2010.
Os sketches do programa são divididos em três áreas principais: política, desporto e social, às quais acrescem pastiches a spots publicitários e videoclips alusivos a músicas populares, com a respectiva letra adulterada. O ContraPoder tem compactos ao fim de semana (no caso da SIC Radical, o compacto é feito na sexta, juntamente com a estreia do episódio desse dia).